# روبرت برايس (اقتصادي)
روبرت برايس هو اقتصادي كندي، ولد في 27 فبراير 1910 في تورونتو في كندا، وتوفي في 30 يوليو 1997 في أوتاوا في كندا.